# Perito in costruzioni aeronautiche
Il perito Industriale in costruzioni aeronautiche è una figura professionale specializzata nelle discipline dell'aeronautica.
Il percorso di studi, sviluppato nell'ambito dell'ordinamento scolastico italiano vigente sino alla riforma scolastica Gelmini con le successive equipollenze, si articolava in un biennio comune e un triennio di specializzazione. Il corso di studi è confluito nell'Istituto tecnico tecnologico a indirizzo trasporti e logistica.

## Profilo professionale
Il corso di studi in Costruzioni Aeronautiche fornisce nozioni per progettare, calcolare e collaudare gli elementi strutturali degli aeromobili. Pertanto si deve possedere una buona conoscenza di:
- Disegno tecnico e di strutture aeronautiche;
- Sollecitazioni cui sono soggetti le strutture dei veicoli;
- Resistenza dei materiali impiegati nelle costruzioni degli aeromobili;
- Strumentazione e impianti di bordo;
- Strumenti per la misura di portata, velocità e pressione dei fluidi.[3]

## Materie

### III anno
Letteratura Italiana; Religione o attività alternative; Storia; Inglese; Matematica e complementi di matematica; SCSI-Strutture, Costruzione, Sistemi e Impianti del mezzo Aereo; Disegno di costruzioni aeronautiche e studi di fabbricazione; Meccanica; Elettronica e Telecomunicazioni; Diritto privato e della navigazione; Logistica; Educazione fisica.

### IV anno
Letteratura Italiana; Religione o attività alternative; Storia; Inglese; Matematica e complementi di matematica; SCSI-Strutture, Costruzione, Sistemi e Impianti del mezzo Aereo; Disegno di costruzioni aeronautiche e studi di fabbricazione; Meccanica; Elettronica e Telecomunicazioni; Diritto privato e della navigazione; Logistica; Educazione fisica.

### V anno
Letteratura Italiana; Religione o attività alternative; Storia; Inglese; Matematica e complementi di matematica; SCSI-Strutture, Costruzione, Sistemi e Impianti del mezzo Aereo; Disegno di costruzioni aeronautiche e studi di fabbricazione; Meccanica; Elettronica e Telecomunicazioni; Diritto privato e della navigazione; Educazione fisica.